# Champions de France de natation en bassin de 50 m du 1 000 m nage libre

## Messieurs

### 1 000 mètres nage libre messieurs
| Championnats | Championnats            | 1 000 mètres nage libre messieurs | 1 000 mètres nage libre messieurs | 1 000 mètres nage libre messieurs | 1 000 mètres nage libre messieurs | 1 000 mètres nage libre messieurs |
| ------------ | ----------------------- | --------------------------------- | --------------------------------- | --------------------------------- | --------------------------------- | --------------------------------- |
| 1915         | Paris Les bains Deligny | Motheau                           |                                   |                                   | USL                               | 20 min 15 s 0                     |
| 1916         | Paris Les bains Deligny | Albert Mayaud                     |                                   |                                   | SCUF                              | 19 min 48 s 4                     |
| 1917         | Paris Les bains Deligny | Marcel Pernot                     |                                   |                                   | Libellule de Paris                | 19 min 17 s 0                     |